# Teoría de la elección pública
La teoría de la elección pública u opción pública (Public choice theory) es una rama de la Economía que estudia problemas típicos de las ciencias políticas. Dentro de la Ciencia Política, es considerada parte de la elección pública positiva, la cual estudia las decisiones colectivas o públicas de los agentes políticos, y pretende desarrollar un marco institucional que aminore las fallas del poder político frente a la sociedad civil. Dentro de la Economía está considerada como una subdivisión de la microeconomía, enfocada en el análisis de decisiones relacionadas con la legislación, clientelismo, elecciones y el comportamiento de los votantes.
La teoría parte del individualismo metodológico, y sostiene la premisa de que el comportamiento de los burócratas y políticos no es diferente al de otros actores económicos, y lo que busca es maximizar el presupuesto público, principalmente en busca de cumplir sus propios intereses y solo como objetivo secundario busca el bien social. Además, estudia las elecciones fuera del mercado, es decir, elecciones como proceso social que involucra a los individuos independientemente de su voluntad para tomar decisiones colectivas y públicas.
En general, estudia los fallos del Estado provocados por un intento de solucionar los fallos de mercado. Así, postula que la evidencia científica señalaría al Gobierno, y no al mercado, como el ente que debe ser limitado o reducido por el bienestar de la sociedad.

## Antecedentes y desarrollo de la teoría
Knut Wicksell (1896) es considerado uno de los precursores de la teoría de la elección pública., Él trató al gobierno como un intercambio político, quid pro quo, estableciendo un principio de beneficio conectado a los gastos públicos con los impuestos.
Posteriores análisis económicos han descrito al gobierno como si fuese una entidad que tratara de "maximizar un tipo de función de bienestar para la sociedad", divorciándolo de una caracterización como agente económico, a diferencia del caso de los negocios.  En contraposición a esto, la teoría de la elección pública modela a los gobiernos como un conjunto de funcionarios que, además de buscar el interés público, puede que actúen en beneficio propio, por ejemplo, en el modelo de maximización de presupuesto de la burocracia, posiblemente sacrificando eficiencia económica en el proceso.
La teoría de la elección pública moderna nació del trabajo del Duncan Black, a veces llamado el "padre de la teoría de la elección pública".  En una serie de publicaciones de 1948, que culminaron en la "Teoría de los Comités y las Elecciones" (1948),  y en trabajos posteriores, Black resumió un programa de unificación hacia una "Teoría de Decisiones Económicas y Políticas" más general basada en métodos formales comunes, y desarrolló los conceptos básicos de lo que más adelante se convertiría en la teoría del votante promedio, redescubriendo trabajos pasados sobre el teorema del votante mediano.
La obra de 1951 de Kenneth J. Arrow, Elección Social y Valores Individuales influenció la formulación de la teoría. Entre otros trabajos importantes se encuentran Una Teoría Económica de la Democracia de Anthony Downs de 1957 y La Lógica de la Acción Colectiva de Mancur Olson de 1965.

## James Buchanan
El economista James M. Buchanan descubrió que era posible la aplicación y la extensión de la teoría económica a las decisiones políticas y gubernamentales; encontrando además que era posible extender dicha teoría a las decisiones de los ciudadanos para hacer posible la elección entre las diversas opciones existentes en el mercado político. Dicho descubrimiento le valió el Premio en Ciencias Económicas en memoria de Alfred Nobel en 1986.
Además, y como resultado del análisis antes precisado, Buchanan determinó que las decisiones políticas, aquellas realizadas por los estamentos del Estado encargados del manejo estatal, necesariamente generan costos a los particulares y a la sociedad en su conjunto. Asimismo, las decisiones políticas no le cuestan al Estado como tal, sino a todos los que se encuentran bajo el dominio de dicho estado. El coste de la toma de decisiones se convertía entonces en un factor que influye decididamente en la eficiencia y en los efectos de las decisiones políticas.
Como resultado de la constatación referida en los párrafos precedentes, y dado que los Estados administran bienes y fondos públicos, los votantes debería tener la posibilidad de recurrir a mecanismos legales, de obligatorio cumplimiento, que le permitiesen controlar las decisiones de los actores públicos e intervenir en ellas.
La teoría resulta importante para comprender diversos fenómenos políticos y jurídicos que se dan en la realidad. Asimismo, permite entender la razón por la que las normas jurídicas constitucionales deben elaborarse de forma que permitan un adecuado control del comportamiento del Estado por parte del electorado y además permita entender también por qué dicho control resulta indispensable.

## Sobre la democracia
Uno de los principios que provienen de la teoría de la elección pública es que buenas políticas gubernamentales en una democracia son un bien público underprovided (infradotado), debido a la ignorancia racional de los votantes. Cada votante cuenta con una pequeñísima posibilidad de que su voto cambie el resultado de las elecciones, al mismo tiempo que recolectar la información necesaria para tomar una decisión de voto bien informada requiere de mucho tiempo y esfuerzo. Por lo tanto, la decisión racional de cada votante es la de permanecer, por lo general, ignorante de la política e incluso abstenerse de votar. Los teóricos de la decisiones racionales indican que esto explica el gran nivel de ignorancia de los ciudadanos comunes en las democracias modernas al igual que los bajos niveles de participación electoral. La abstención racional genera la llamada paradoja del voto, en la cual un análisis estrictamente de coste-beneficio nos indica que nadie debería votar.

### Intereses expresivos e irracionalidad democrática
Geoffrey Brennan y Loren Lomasky indican que las políticas públicas en una democracia tienen un sesgo a favor de los intereses expresados e ignoran consideraciones prácticas y utilitarias. Brennan y Lomasky hacen una diferencia entre los intereses instrumentales (cualquier tipo de beneficio práctico, tanto monetario como no-monetario) e intereses expresados (formas de expresión como un aplauso). Según Brennan y Lomasky, la paradoja del voto puede ser resuelta diferenciando entre los intereses expresados y los intereses instrumentales. Mientras que los votantes prácticamente no tienen un incentivo instrumental para votar, si tienen un interés expresado en ello. Debido a que los votantes votan por razones expresadas, los políticos ganan elecciones al enfocarse en las preferencias expresivas medianas. El sesgo en favor de los intereses expresados quiere decir que la política pública muchas veces ignora consideraciones prácticas importantes. Por ejemplo, existen costos instrumentales en la restricción del comercio internacional. Pese a esto, muchas personas están a favor del proteccionismo como una expresión del nacionalismo, pese a sus costos económicos.
Este argumento ha llevado a algunos académicos de la teoría de la elección pública a afirmar que la política está plagada de irracionalidad. En artículos publicados en el Econ Journal Watch, el economista Bryan Caplan replicó que las elecciones de los votantes y las decisiones económicas de los gobiernos son irracionales por naturaleza.  Las ideas de Caplan son desarrolladas más a fondo en su libro El Mito del Votante Racional. En contraposición a los argumentos desarrollados por el economista Donald Wittman en El Mito del Fracaso Democrático, Caplan afirma que la política está sesgada hacia creencias irracionales.
Según Caplan, la democracia termina subsidiando creencias irracionales. Cualquier persona que obtenga utilidad de políticas potencialmente irracionales (como el proteccionismo) puede recibir beneficios para sí mismo al mismo tiempo que impone los costos de dichas políticas en el público en general. Si las personas tuviesen que lidiar con los costos totales de sus "creencias irracionales", entonces harían lobby para ellas en forma óptima, tomando en cuenta tanto sus consecuencias instrumentales como su atractivo expresivo. En cambio, la democracia tiende a ofrecer políticas basadas en creencias irracionales en forma excesiva. Caplan define la racionalidad más que todo en términos de la teoría de precios generalmente aceptada, resaltando que los economistas tienden a oponerse al proteccionismo y la regulación estatal en mayor medida que la población en general, y que las personas más educadas se encuentran más cerca a los economistas en este sentido, incluso luego de controlar factores como el ingreso, la riqueza o la afiliación política. Una crítica es que muchos economistas no comparten la visión de Caplan sobre la naturaleza de la elección pública. Sin embargo, Caplan cuenta con datos para apoyar sus posiciones. De hecho, los economistas se han visto frustrados frecuentemente por parte de la oposición pública al razonamiento político. Como dijo Sam Peltzman, "Los economistas saben que políticas mejorarán la eficiencia de la regulación de HSE (salud, seguridad y medioambiente, según sus siglas en inglés) y no han sido activistas estridentes en favor de ellas. Estas políticas incluyen sustitutos en cuanto a derechos de propiedad, como los derechos de emisión, para el control y administración... El problema radica en la falta de propuestas de reformas o la falta de capacidad para realizar presión por ellas. Es nuestra incapacidad de entender su poco atractivo político ("George Stigler's Contribution to the Economic Analysis of Regulation" 101 J. Pol. Econ. 818, 830 (octubre de 1993)).
La aplicación de la elección pública a la regulación gubernamental fue desarrollada por George Stigler (1971) y Sam Peltzman (1976).

## Intereses especiales
La teoría de la elección pública se utiliza en muchas ocasiones para explicar como las decisiones políticas llevan a resultados que entran en conflicto con los intereses del público en general. Por ejemplo, muchos proyectos de grupos de defensa de ciertas causas y de pork barrel no son necesariamente el deseo de la democracia en general. Sin embargo, es perfectamente racional para los políticos el apoyar dichos proyectos. Pueden hacer que se sientan poderosos e importantes, además de que también les pueden traer beneficios monetarios al abrir las puertas a riqueza futura con lobistas. El proyecto puede que sea del interés del electorado local del político, incrementando sus votos o las contribuciones a su campaña. El político paga muy poco o nada del costo necesario para obtener estos beneficios, ya que lo que hace es gastar dinero público. Los lobistas de intereses especiales también actúan en forma racional. Pueden obtener favores del gobierno valuados en millones o incluso miles de millones de dólares a cambio de inversiones relativamente pequeñas. Se enfrentan a la posibilidad de perder ante sus competidores si no tratan de conseguir estos favores. Los contribuyentes también actúan en forma racional. El costo de suspender un solo regalo del gobierno es demasiado alto, mientras que los beneficios para los contribuyentes son muy pequeños. Cada ciudadano paga solo unos cuantos centavos o dólares por cualquiera de estos favores gubernamentales, mientras que los costos de cancelarlos sería mucho más altos. Todas las partes tienen incentivos racionales para hacer exactamente lo que están haciendo, incluso si el deseo del electorado en general es lo opuesto; los costos están dispersos, mientras que los beneficios están concentrados. Las voces de las minorías que tienen mucho que ganar terminan ahogando a las de las mayorías indiferentes que tienen muy poco por perder de manera individual.
Mientras que un buen gobierno tiende a ser un bien público puro para la masa de votantes, existen grupos de presión que tienen fuertes incentivos para cabildear al gobierno para que implemente políticas específicas que los beneficiarían, potencialmente a expensas del público en general. Por ejemplo, el lobby realizado por parte de los productores de azúcar puede que resulte en subsidios ineficientes para la producción de azúcar, ya sea en forma indirecta o a través de medidas proteccionistas. El costo de estas políticas ineficientes está disperso entre todos los ciudadanos, y es por eso que es casi imperceptible para cada individuo. Por otro lado, los beneficios son compartidos por un pequeño grupo de intereses especiales con un fuerte incentivo para perpetuar esta política a través de más lobbying. Debido a la ignorancia racional, la gran mayoría de los votantes desconocen esos esfuerzos; de hecho, aunque los votantes sepan de estos esfuerzos, esto puede que simplemente produzca políticas que son incluso más difíciles de evaluar por parte del público en general, en lugar de mejorar su eficiencia en líneas generales. Incluso si el público pudiese evaluar estas propuestas de políticas públicas en forma efectiva, descubrirían que no es factible iniciar una acción colectiva para defender sus intereses difusos. Es por eso que los teóricos esperan que numerosos grupos de presión pueden cabildear exitosamente para la promulgación de políticas ineficientes. En la teoría de la elección pública, este tipo de situaciones en las que se dan políticas gubernamentales ineficientes se conocen como fallos del Estado, un término análogo al fallo de mercado en la economía del bienestar teórica.

## Búsqueda de rentas
Un campo que está estrechamente relacionado con la teoría de la elección pública es la búsqueda de rentas. Este campo combina el estudio de una economía de mercado con el gobierno. Por tanto, se lo podría considerar como una nueva economía política. Su tesis principal indica que cuando existe tanto una economía de mercado como un gobierno, los agentes del gobierno proveen numerosos privilegios de mercado especiales. Tanto los agentes del gobierno como los participantes del mercado buscan estos privilegios para poder disfrutar de la renta de monopolio. Los rentistas obtienen beneficios por encima de los que el mercado les podría ofrecer, pero en el proceso asignan recursos en forma ineficiente desde el punto de vista de la sociedad.
La búsqueda de rentas es más amplia que la teoría de la elección pública ya que se aplica tanto a las autocracias como a las democracias, es decir, no lidia directamente con el proceso de las decisiones colectivas. Sin embargo, las obvias presiones que ejerce sobre los legisladores, ejecutivos, burócratas e incluso jueces son factores que la teoría de la elección pública debe tomar en cuenta para su análisis de las reglas e instituciones detrás del proceso de toma de decisiones colectivas. Además, los miembros de un grupo que realizan planificaciones para un gobierno deben tomar en cuenta este fenómeno.
Otra afirmación importante es que gran parte de las actividades políticas son una forma de búsqueda de rentas que despilfarra recursos. Gordon  Tullock, Jagdish Bhagwati y Anne Osborn Krueger han argumentado que la búsqueda de rentas ha sido fuente de mucho despilfarro. En una línea de investigación paralela, Fred McChesney ha indicado que la extracción de renta causa despilfarros considerables, especialmente en el mundo desarrollado. Como indica el término, la extracción de renta se da cuando los funcionarios gubernamentales utilizan amenazas para obtener pagos por parte de otros individuos.

## Burocracia
Otro importante subcampo es el estudio de la burocracia. El modelo tradicional muestra a los burócratas de más alto nivel elegidos por el poder ejecutivo o legislativo, dependiendo si el sistema democrático es presidencial o parlamentario. La típica imagen de un director de un departamento gubernamental es la de una persona con salario fijo que está preocupada por complacer a aquellos que la asignaron a dicho puesto. Estos últimos tienen el poder de contratarlo y despedirlo más o menos a voluntad. La gran mayoría de los burócratas, sin embargo, son funcionarios públicos cuyos trabajos y salarios están protegidos por un sistema que hace difícil cualquier cambio importante por parte de los directores que les han asignado. Esta imagen es comparada a menudo con la de un dueño de un negocio cuyas ganancias varían según el éxito de su producción y ventas, que trata de maximizar sus ganancias, y que en un sistema ideal puede contratar y despedir empleados a voluntad. Por lo general, William Niskanen es considerado como el fundador de la literatura de la teoría de la elección pública sobre la burocracia.

## Posiciones políticas
Debido a sus conclusiones, algunas veces se ha dicho que la teoría de la elección pública tiene una tendencia anti-Estado. No obstante, existe diversidad ideológica entre los teóricos de la elección pública. Mancur Olson, por ejemplo, es un promotor de un estado fuerte, y simplemente está opuesto al lobby de los grupos de presión.  De manera más general, James Buchanan ha sugerido que la teoría de la elección pública sea interpretada como "política sin romance", como un análisis crítico a la generalizada noción previa de una política idealizada en contraste con el fallo de mercado. Desde este punto de vista, es más que nada una corrección al conocimiento científico previo, y requiere un cierto nivel de pragmatismo en el momento de comparar estructuras institucionales politizadas.

## El papel de la constitución
En este orden de ideas, son las constituciones de los Estados las encargadas de hacer posible dicho control. Ello, que también parece una verdad evidente, no se ha tenido en cuenta en la mayoría de los países en los cuales existe una norma constitucional más o menos coherente. Y es que en realidad lejos de configurar - y/o de regular adecuadamente - mecanismos de fiscalización entre electores y gobiernos, las constituciones políticas de las diversas naciones elaboran únicamente controles al interior del Estado, amparados en el concepto de separación de poderes, concepto que resulta ser un presupuesto necesario, pero que no resulta ser suficiente para conjurar la posibilidad de un régimen autoritario.

## El comportamiento del funcionario público
Y es que, una vez aplicado el análisis económico al comportamiento del funcionario, debemos concluir necesariamente que éste, como ser racional, busca maximizar la utilidad de su cargo, es decir, obtener el máximo provecho del mismo. Y, como resultado de ello, cuando el funcionario es un político con un cargo importante va a buscar crear las condiciones adecuadas para poder ser reelegido, así como procurar elevar la cuota de poder de la que goza. Como evidente consecuencia de ello, nosotros debemos deducir que el Estado tiende necesariamente a elevar el poder material del que goza. Resulta entonces una utopía considerar que el Estado, podrá controlarse a sí mismo de manera espontánea, aunque existan en su interior mecanismos de fiscalización entre los órganos que lo componen.
Este argumento ha llevado a algunos de los académicos en el campo de la elección pública a afirmar que el mundo de la política está plagado de irracionalidad. En unos artículos publicados para el Econ Journal Watch, el economista Bryan Caplan argumentó que las elecciones de los votantes y las decisiones económicas del gobierno son por naturaleza irracionales. Las ideas de Caplan están desarrolladas más a fond en su libro El Mito del Votante Racional (Princeton University Press, 2007). En contraposición a los argumentos desarrollados por Donald Wittman en su libro El Mito del Fallo de la Democracia, Caplan afirma que la política está sesgada en favor de creencias irracionales.

## Reconocimiento
Varios académicos de la teoría de la elección pública han recibido el Premio Nobel en Economía, entre ellos James M. Buchanan (1986), George Stigler (1982), y Gary Becker (1992). Además, Vernon Smith y Elinor Ostrom fueron presidentes de la Public Choice Society (en español, la Sociedad de la Elección Pública).

## Críticas
En su libro de 1994 titulado Pathologies of Rational Choice Theory (en español, Patologías de la Teoría de la Elección Racional), el científico político Donald P. Green y Ian Shapiro argumentaron que la teoría de la elección racional (de la cual la teoría de la elección pública forma parte) ha contribuido menos al campo de lo que sugiere su popularidad. Escribieron que:
La discrepancia entre la fe que los practicantes tienen en la teoría de la elección racional y su incapacidad de arrojar resultados empíricos amerita una inspección más cercana de la teorización de la elección racional como un emprendimiento científico.
Amartya Sen ha aceptado la contribución del análisis de unanimidad como criterio para la elección colectiva de Buchanan y Tullock pero ha argumentado en contra de la consistencia lógica de la versión del principio de Pareto de la unanimidad incluso con un nivel del libertad mínima en un contexto de elección social. De manera más general, ha calificado su uso cuando se da otra información aparte de utilidad personal como un elemento ponderable en decisiones públicas.
Los mismos Buchanan y Tullock describen las calificaciones metodológicas del enfoque desarrollado en su obra: The Calculus of Consent (1962), p. 30
[I]ncluso si el modelo [con sus suposiciones de interés propio racional] resulta ser útil para explicar un elemento importante de la política, esto no implica que todos los individuos actúan según la suposición del comportamiento realizada o que cualquier individuo actúa de esta manera en toda circunstancia... la teoría de la elección colectiva puede explicar solo una fracción indeterminada de las acciones colectivas. Sin embargo, mientras que una parte de todo comportamiento individual sea de hecho motivado por la maximización de utilidades, y mientras que la identificación del individuo con el grupo no se extienda hasta el punto en que todas sus funciones de utilidad individual sean idénticas, un modelo económico-individualista sobre la actividad política debería tener un valor positivo.